# Bettencourt-Saint-Ouen
Bettencourt-Saint-Ouen är en kommun i departementet Somme i regionen Hauts-de-France i norra Frankrike. Kommunen ligger i kantonen Picquigny som tillhör arrondissementet Amiens. År 2022 hade Bettencourt-Saint-Ouen 612 invånare.

## Befolkningsutveckling
Antalet invånare i kommunen Bettencourt-Saint-Ouen
| Referens: INSEE |